# Dodji-Bata
Dodji-Bata är en ort i Benin. Den ligger i den södra delen av landet, 40 km nordväst om huvudstaden Porto-Novo. Dodji-Bata ligger 80 meter över havet och antalet invånare är 9 119.
Terrängen runt Dodji-Bata är platt. Närmaste större samhälle är Allada, 14,7 km väster om Dodji-Bata.
Omgivningarna runt Dodji-Bata är en mosaik av jordbruksmark och naturlig växtlighet. Runt Dodji-Bata är det tätbefolkat, med 308 invånare per kvadratkilometer.